# Saint-Sulpice (Oise)
 Saint-Sulpice  es una población y comuna francesa, en la región de Picardía, departamento de Oise, en el distrito de Beauvais y cantón de Noailles.

## Demografía
| 588 | 549 | 613 | 650 | 886 | 951 |
| Para los censos de 1962 a 1999 la población legal corresponde a la población sin duplicidades (Fuente: INSEE [Consultar]) |     |     |     |     |     |